# Philadelphia (Pennsylvania)
Ez a szócikk az amerikai városról szól, az ókori görög várost a Philadélphia szócikk tárgyalja.
Philadelphia a legnagyobb város Pennsylvaniában. A város köznyelven Phillyként, és Brotherly Love Cityként ismert. (A név a görög Φιλαδέλφεια, /fi.la.ˈdɛl.fɛj.a/, testvéri szeretet szóból ered.). Ez lakosságban és területben az ötödik legnépesebb város az Egyesült Államokban és a legnagyobb Pennsylvaniában. A város Washington, D.C. előtt az Egyesült Államok fővárosa volt.

## Demográfia
Lakosainak száma 1 603 797 fő (2020. április 1.).
| Lakosok száma | 28 522 | 53 722 | 80 462 | 93 665 | 565 529 | 847 170 | 1 293 697 | 1 549 008 | 1 560 297 | 1 603 797 |
|               | 1790   | 1810   | 1830   | 1840   | 1860    | 1880    | 1900      | 1910      | 2014      | 2020      |

Philadelphia lakosság szerint a második legnagyobb város a keleti parton, és jelentős oktatási és kulturális központ. Philadelphia csak 46 mérföld New York délnyugati peremétől (a belvárosok hozzávetőleg 80 mérföld távolságra vannak egymástól).
A philadelphiai agglomeráció a negyedik legnagyobb az USA-ban, mintegy 5,8 millió emberrel.
A Fairmount Park a szomszédos Wissahickon Valley Parkkal együtt a legnagyobb egybefüggő városi park az Amerikai Egyesült Államokban.
Philadelphia az egyik legrégebbi és történelmileg legjelentősebb város az Egyesült Államokban.
A 18. században az Egyesült Államok legnépesebb városa, és London után a második legnagyobb angolul beszélők lakta település volt a világon.

## Történelem
Mielőtt az európaiak megérkeztek, a Delaware (Lenape Shackamaxon) őslakos város volt itt.
Philadelphia egy megtervezett város, amit William Penn alapított, 1682-ben.
A város neve ógörög eredetű (Φιλαδέλφια), jelentése testvéri szeretet. Penn remélte, hogy a város az új gyarmatának, amit a szabadság és vallásos tolerancia elvein alapítottak, ennek a filozófiának modellje lesz. Az Egyesült Államok első állatkertjének és kórházának is Philadelphia nyújtott otthont.
Philadelphia az amerikai függetlenségi háború alatt a függetlenségi mozgalom egy jelentős központja volt. Itt írták a függetlenségi nyilatkozatot és az amerikai alkotmányt, a városban van az Independence Hall. A Tun Tavernt a városban hagyományosan annak a helyszínnek tartják, ahol 1775-ben az Egyesült Államok tengerészgyalogságát alapították.
1926-ban a város tartotta a Sesquicentennial Expositiont, hogy megünnepelje a nemzet 150. születésnapját. 1976-ban Philadelphia a részt vevő városok közül az egyik volt azokban az United States Bicentennial ünnepségekben, amelyek országszerte zajlottak.

## Földrajz
Az United States Census Bureau szerint a város teljes területe 369,4-es km².
Ebből 349,9 km² szárazföld és 19,6 km² (5,29%) víz.
A vízfelületek: a Delaware folyó, Schuylkill folyó, a Cobbs Creek, Wissahickon Creek, és Pennypack Creek. Philadelphiától északra van Montgomery megye; Bucks megye az északkeletre; Burlington County keletre; Camden County, New Jersey délkeletre; Gloucester County, New Jersey délre; és Delaware megye nyugatra.

### Éghajlat
Philadelphia éghajlatáról úgy vélik, hogy beleesik a párás szubtrópusi éghajlatzónába, bár ez talán az az Egyesült Államokban levő legészakibb város, ami ide sorolható. Mivel Philadelphia ennek az éghajlatzónának a messzi északi végén van, különösen a távoli külvárosai közül néhány északra és nyugatra, úgy vélik, hogy beleesik a párás kontinentális zónába. A nyarak jellemzően forrók és fülledtek, az ősz és tavasz általában enyhék, és a tél hideg, bár ritkán nagyon hideg. Csapadékeloszlás az éven keresztül majdnem egyenletes.
| Hónap                         | Jan. | Feb. | Már. | Ápr. | Máj. | Jún. | Júl. | Aug. | Szep. | Okt. | Nov. | Dec. | Év   |
| ----------------------------- | ---- | ---- | ---- | ---- | ---- | ---- | ---- | ---- | ----- | ---- | ---- | ---- | ---- |
| Átlagos max. hőmérséklet (°C) | 4,6  | 6,6  | 11,5 | 17,7 | 23,2 | 28,2 | 30,6 | 29,6 | 25,6  | 19,2 | 13,3 | 7,1  | 18,2 |
| Átlagos min. hőmérséklet (°C) | −3,6 | −2,5 | 1,3  | 6,7  | 12,2 | 17,6 | 20,6 | 19,9 | 15,7  | 9,1  | 4,0  | −1,1 | 8,4  |
| Átl. csapadékmennyiség (mm)   | 77   | 67   | 96   | 91   | 94   | 87   | 111  | 89   | 96    | 81   | 76   | 90   | 1054 |
| Havi napsütéses órák száma    | 155  | 155  | 201  | 216  | 245  | 270  | 275  | 260  | 219   | 204  | 156  | 136  | 2492 |
| Forrás: NOAA                  |      |      |      |      |      |      |      |      |       |      |      |      |      |

A legmagasabb hőmérséklet rekordon 41 °C volt 1918. augusztus 7-én. A korai ősz és késői tél általában legszárazabbak. Február 69,8 mm átlagos csapadékkal a legszárazabb hónap.

## Demográfiai jellemzők
A 2010. évi népszámlálás szerint 1 526 506 személy, és 577 488 háztartás él a városban. A népsűrűség 4337,3/km². A város etnikai összetétele 41,0% fehér, 43,4% afroamerikai, 6,3% ázsiai, 0,5% amerikai őslakos. A latin-amerikai származású emberek a lakosság 12,3%-át tették ki.

## Média
Philadelphia két jelentős napilapja The Philadelphia Inquirer és a Philadelphia Daily News, mindkettőt a Philadelphia Media Holdings L.L.C birtokolja. A Philadelphia Inquirer, amit 1829-ben alapítottak, a harmadik legrégibb életben maradó napilap az USA-ban.

## Kultúra
A városban találhatunk sok múzeumot, mint például a Fine Arts Pennsylvania Academyjét és a Rodin Museumot, amely Auguste Rodin műveinek a Franciaországon kívüli legnagyobb gyűjteménye. A városnak jelentős képtára van, a Philadelphia Museum of Art, az Egyesült Államokban levő képtárak közül az egyik legnagyobb. Philadelphia jelentős tudományos múzeumai között tartják számon a Franklin Institute-ot, ami tartalmazza a Benjamin Franklin National Memorialt, valamint az Archaeology and Anthropology Pennsylvania Museum Egyetemet. A történelmi múzeumok: a National Constitution Center és az Eastern State Penitentiary.
1985. július 13-án Philadelphia rendezte a Live Aid koncertet a JFK Stadionban.

### Televízió és film
Philadelphiában játszódó filmek:
- Rocky (1976)
- Rocky II. (1979)
- Rocky III. (1982)
- Rocky V. (1990)
- Rocky Balboa (2006)
- Philadelphiai zsaru (1990)
- Philadelphia – Az érinthetetlen (1993)
- Hatodik érzék (1999)
- Legyőzhetetlen (2006)
- Törvénytisztelő polgár (2009)
- Napos oldal (2012)

Philadelphiában játszódó sorozatok:
- Döglött akták
- A hidegsebész

## Sportélete
| Csapat                | Sport            | Bajnokság                       | Aréna                   |
| --------------------- | ---------------- | ------------------------------- | ----------------------- |
| Philadelphia Phillies | baseball         | Major League Baseball           | Citizens Bank Park      |
| Philadelphia Eagles   | amerikai futball | National Football League        | Lincoln Financial Field |
| Philadelphia 76ers    | kosárlabda       | National Basketball Association | Wells Fargo Center      |
| Philadelphia Flyers   | jégkorong        | National Hockey League          | Wells Fargo Center      |
| Philadelphia Union    | labdarúgás       | Major League Soccer             | Subaru Park             |
| Philadelphia Wings    | lacrosse         | National Lacrosse League        | Wells Fargo Center      |

## Közlekedés

### Metró
A város fő tömegközlekedési eszköze a philadelphiai metró hálózata.

### Repülőterek
Két repülőtér szolgálja Philadelphiát: a Philadelphia International Airport (PHL) a város déli határában, és Northeast Philadelphia Airport (PNE). A Philadelphia International Airport menetrendszeri hazai és nemzetközi légi közlekedést nyújt, amíg Northeast Philadelphia Airport általános és vállalati repülést szolgál.

## A város szülöttei
- Grace Kelly
- Will Smith
- Kevin Bacon
- Richard Gere
- Bradley Cooper
- Kobe Bryant
- Seth Green
- Blythe Danner
- Bill Cosby
- Kat Dennings
- Kyle Lowry
- Billie Holiday
- Lil Uzi Vert
- Tom Keifer

## Testvérvárosok
Philadelphiának tizenöt testvérvárosa van.
- Kamerun: Douala (1986)
- Kína: Tiencsin (1980)
- Franciaország: Aix-en-Provence, Provence-Alpes-Cote d'Azur
- Irak: Moszul, Ninawa
- Izrael: Tel Aviv-Jaffa, (1966)
- Olaszország: Firenze, Toscana (1964)
- Japán: Kóbe
- Lengyelország: Toruń (1976)
- Oroszország: Nyizsnyij Novgorod, Nizhegorodskaya (1992)
- Dél-Korea: Incheon (1984)

## Kapcsolódó oldalak
- Ormándy Jenő